# جبل الضلع المتكسر
جبل الضلع المتكسر جبل تحوي العديد من النقوش الثمودية. يقع في منطقة القصيم وسط المملكة العربية السعودية.

## الوصف
من الأكمات الصخرية التي تحتوي على عدد من النقوش القديمة والوسوم والرسوم الحيوانية في الجواء جبل الضلع المتكسر الواقع في الجال الشرقي لبلدة أوثال. هو جبل صخري رسوبي التكوين يميل لونه إلى الحمرة٬ وقد سُمي بهذا الاسم نظرًا لتهشم الكتل الصخرية الضخمة وتناثرها من حوافه بفعل بعض العوامل الجغرافية كالهزات الأرضية أو الصواعق التي تسببت في سلخ تلك الكتل٬ فتكونت نتيجة ذلك مساحات كبيرة ملساء صالحة للكتابة. ويلاحظ أن النقوش تظهر في جهتيه الجنوبية والغربية أي في ظل ما قبل الزوال٬ منها ما هو بارتفاع قامة الرجل٬ ومنها ما هو على صخور منخفضة أي أنها منفذة من قبل شخص جالس على تلك الصخور.